# Giacomo Abbondo
 (mars 2016).
Si vous disposez d'ouvrages ou d'articles de référence ou si vous connaissez des sites web de qualité traitant du thème abordé ici, merci de compléter l'article en donnant les références utiles à sa vérifiabilité et en les liant à la section « Notes et références ».
Giacomo Abbondo (né le 27 août 1720 près de Verceil et mort le 9 février 1788), est un prêtre italien, du diocèse de Verceil, vénéré comme bienheureux par l'Église catholique. Il est commémoré le 9 février selon le Martyrologe romain.

## Biographie
Giacomo Abbondo est né près de Verceil, le 27 août 1720.
Ordonné prêtre le 21 mars 1744, il poursuit des études de littérature à l'université de Turin. Il devient d'abord professeur, enseignant à Verceil. En 1757, il est choisi pour être le curé de la paroisse de Tronzano Vercellese. Il y est connu pour ses talents de prédicateur et pour sa dynamique pastorale, organisant des missions, des retraites, passant des heures au confessionnal. Il se dévoue particulièrement pour la jeunesse et exprime son service aux nécessiteux. Jusqu'à sa mort, il parcourt sa paroisse, jusque dans les hameaux les plus éloignés. Sa profondeur spirituelle lui a laissé la réputation d'un saint.
Don Giacomo Abbondo meurt le 9 février 1788.

## Béatification et canonisation
- 2003 : ouverture de la cause en béatification  et canonisation.
- 9 mai 2014 : le pape François lui attribue le titre de vénérable.
- 5 mai 2015 : le Saint-Père reconnaît un miracle obtenu par son intercession et signe le décret de béatification[2],[1].
- 11 juin 2016 : cérémonie de béatification célébrée à Verceil par le cardinal Angelo Amato au nom du Saint-Père[1].

Fête fixée au 9 février.